# Zuid-Korea op de Paralympische Winterspelen 2018
Zuid-Korea was een van de landen die deelnam aan de Paralympische Winterspelen 2018 in Pyeongchang, Zuid-Korea.

## Medailleoverzicht
| Sport        | Paralympiër  | Onderdeel           | Medaille |
| ------------ | ------------ | ------------------- | -------- |
| Langlaufen   | Eui Hyun Sin | 7.5 km, zittend (m) | Goud     |
|              |              |                     |          |
| Langlaufen   | Eui Hyun Sin | 15 km, zittend (m)  | Brons    |
| Sledgehockey | Team         | Team, gemengd       | Brons    |

## Deelnemers en resultaten
(m) = mannen, (v) = vrouwen 

### Alpineskiën
| Paralympiër                     | Onderdeel                            | Resultaat | Prestatie      |
| ------------------------------- | ------------------------------------ | --------- | -------------- |
| Sang Min Han                    | Afdaling, zittend (m)                | 12e       | 1:30.61        |
| Sang Min Han                    | Super G, zittend (m)                 | 15e       | 1:30.90        |
| Sang Min Han                    | Supercombinatie, zittend (m)         | 11e       | 2:23.72        |
| Sang Min Han                    | Reuzenslalom, zittend (m)            | 11e       | 2:21.31        |
| Sang Min Han                    | Slalom, zittend (m)                  | DNF       | Niet gefinisht |
| Mingyu Hwang Gids: Jea Hyung Yu | Reuzenslalom, visueel beperkt (m)    | 13e       | 2:37.08        |
| Mingyu Hwang Gids: Jea Hyung Yu | Slalom, visueel beperkt (m)          | DNF       | Niet gefinisht |
| Chi Won Lee                     | Afdaling, zittend (m)                | 16e       | 1:31.78        |
| Chi Won Lee                     | Super G, zittend (m)                 | 18e       | 1:33.35        |
| Chi Won Lee                     | Supercombinatie, zittend (m)         | DNF       | Niet gefinisht |
| Chi Won Lee                     | Reuzenslalom, zittend (m)            | DNF       | Niet gefinisht |
| Chi Won Lee                     | Slalom, zittend (m)                  | DNF       | Niet gefinisht |
|                                 |                                      |           |                |
| Jae Rim Yang Gids: Unsori Ko    | Super G, visueel beperkt (v)         | 9e        | 1:43.03        |
| Jae Rim Yang Gids: Unsori Ko    | Supercombinatie, visueel beperkt (v) | DNF       | Niet gefinisht |
| Jae Rim Yang Gids: Unsori Ko    | Reuzenslalom, visueel beperkt (v)    | 9e        | 2:38.42        |
| Jae Rim Yang Gids: Unsori Ko    | Slalom, visueel beperkt (v)          | 7e        | 2:02.63        |

### Biatlon
| Paralympiër                  | Onderdeel                    | Resultaat | Prestatie |
| ---------------------------- | ---------------------------- | --------- | --------- |
| Bogue Choi Gids: Hyunwoo Kim | 7.5 km, visueel beperkt (m)  | 14e       | 25:19.2   |
| Bogue Choi Gids: Hyunwoo Kim | 12.5 km, visueel beperkt (m) | 13e       | 53:20.8   |
| Bogue Choi Gids: Hyunwoo Kim | 15 km, visueel beperkt (m)   | 12e       | 0:55:59.8 |
| Sanghyeon Kwon               | 7.5 km, staand (m)           | 14e       | 22:21.3   |
| Sanghyeon Kwon               | 12.5 km, staand (m)          | 12e       | 44:42.2   |
| Sanghyeon Kwon               | 15 km, staand (m)            | 9e        | 50:49.7   |
| Jeong Min Lee                | 7.5 km, zittend (m)          | 11e       | 26:02.5   |
| Jeong Min Lee                | 12.5 km, zittend (m)         | 9e        | 0:51:51.5 |
| Jeong Min Lee                | 15 km, zittend (m)           | 7e        | 0:54:07.1 |
| Eui Hyun Sin                 | 7.5 km, zittend (m)          | 5e        | 24:19.9   |
| Eui Hyun Sin                 | 12.5 km, zittend (m)         | 5e        | 0:50:01.9 |
| Eui Hyun Sin                 | 15 km, zittend (m)           | 5e        | 0:52:20.7 |
|                              |                              |           |           |
| Doyeon Lee                   | 6 km, zittend (v)            | 12e       | 26:11.3   |
| Doyeon Lee                   | 10 km, zittend (v)           | 11e       | 53:51.0   |
| Doyeon Lee                   | 12.5 km, zittend (v)         | 11e       | 1:02:27.3 |

### Langlaufen
| Paralympiër                                          | Onderdeel                                          | Resultaat | Prestatie |
| ---------------------------------------------------- | -------------------------------------------------- | --------- | --------- |
| Bogue Choi Gids: Hyunwoo Kim                         | 1.5 km sprint klassieke stijl, visueel beperkt (m) | 19e       | 4:33.1    |
| Bogue Choi Gids: Hyunwoo Kim                         | 10 km klassieke stijl, visueel beperkt (m)         | 15e       | 30:06.4   |
| Sanghyeon Kwon                                       | 10 km klassieke stijl, staand (m)                  | 19e       | 28:49.1   |
| Sanghyeon Kwon                                       | 20 km vrije stijl, staand (m)                      | 12e       | 0:53:21.6 |
| Jeong Min Lee                                        | 7.5 km, zittend (m)                                | 8e        | 23:37.3   |
| Jeong Min Lee                                        | 15 km, zittend (m)                                 | 10e       | 0:44:06.1 |
| Eui Hyun Sin                                         | 1.1 km sprint, zittend (m)                         | 6e        | 3:11.3    |
| Eui Hyun Sin                                         | 7.5 km, zittend (m)                                | Goud      | 22:28.4   |
| Eui Hyun Sin                                         | 15 km, zittend (m)                                 | Brons     | 0:42:28.9 |
|                                                      |                                                    |           |           |
| Doyeon Lee                                           | 1.1 km sprint, zittend (v)                         | 18e       | 4:13.9    |
| Doyeon Lee                                           | 5 km, zittend (v)                                  | 15e       | 19:59.4   |
| Doyeon Lee                                           | 12 km, zittend (v)                                 | 13e       | 45:49.6   |
| Vo-Ra-Mi Seo                                         | 1.1 km sprint, zittend (v)                         | 19e       | 4:17.4    |
| Vo-Ra-Mi Seo                                         | 5 km, zittend (v)                                  | 18e       | 21:31.4   |
| Vo-Ra-Mi Seo                                         | 12 km, zittend (v)                                 | 12e       | 45:27.5   |
|                                                      |                                                    |           |           |
| Bogue Choi Gids: Hyunwoo Kim Doyeon Lee Vo-Ra-Mi Seo | 4 x 2.5 km, estafette gemengd                      | 11e       | 30:10.2   |
| Sanghyeon Kwon Jeong Min Lee Eui Hyun Sin            | 4 x 2.5 km, estafette open                         | 8e        | 24:55.7   |

### Rolstoelcurling
| Paralympiër                                                    | Onderdeel     | Resultaat | Prestatie |
| -------------------------------------------------------------- | ------------- | --------- | --- |
| Min-Ja Bang Jaegoan Cha Seungwon Jung Dongha Lee Soon Seok Seo | Team, gemengd | 4e        | Groepsfase (1e) KOR - NPA: 6 - 5 USA - KOR: 3 - 7 SVK - KOR: 5 - 7 KOR - CAN: 7 - 5 KOR - GER: 3 - 4 FIN - KOR: 3 - 11 SUI - KOR: 5 - 6 KOR - NOR: 2 - 9 KOR - SWE: 4 - 2 CHN - KOR: 6 - 7 GBR - KOR: 4 - 5 Halve finale KOR - NOR: 6 - 8 Bronzen finale KOR - CAN: 3 - 5 |

### Sledgehockey
| Paralympiër | Onderdeel     | Resultaat | Prestatie |
| --- | ------------- | --------- | --- |
| Byeong-Seok Cho Young-Jae Cho Kwang Hyouk Choi Si Woo Choi Min-Su Han Dong-Shin Jang Jong-Ho Jang Seung-Hwan Jung Dea-Jung Kim Young-Sung Kim Hae-Man Lee Jae Woong Lee Ji Hoon Lee Jong-Kyung Lee Ju-Seung Lee Yong-Min Lee Man-Gyun Yu | Team, gemengd | Brons     | Groep B (2e) KOR - JPN: 4 - 1 KOR - CZE: 3 - 2 USA - KOR: 8 - 0 Halve finale CAN - KOR: 7 - 0 Bronzen finale KOR - ITA: 1 - 0 |

### Snowboarden
| Paralympiër     | Onderdeel                  | Resultaat | Prestatie      |
| --------------- | -------------------------- | --------- | -------------- |
| Sukmin Choi     | Snowboardcross, SB-LL2 (m) | 19e       | 1:19.07        |
| Sukmin Choi     | Slalom, SB-LL2 (m)         | 18e       | 1:20.02        |
| Yunho Kim       | Snowboardcross, SB-LL2 (m) | 16e       | 1:17.82        |
| Yunho Kim       | Slalom, SB-LL2 (m)         | DNF       | Niet gefinisht |
| Hang Seung Park | Snowboardcross, SB-UL (m)  | 21e       | 1:22.36        |
| Hang Seung Park | Slalom, SB-UL (m)          | 12e       | 0:57.07        |
| Suhyeok Park    | Snowboardcross, SB-UL (m)  | 22e       | 1:22.68        |
| Suhyeok Park    | Slalom, SB-UL (m)          | 22e       | 1:03.80        |

Andorra · Argentinië · Armenië · Australië · België · Bosnië en Herzegovina · Brazilië · Bulgarije · Canada · Chili · China · Denemarken · Duitsland · Finland · Frankrijk · Georgië · Griekenland · Groot-Brittannië · Hongarije · IJsland · Iran · Italië · Japan · Kazachstan · Kroatië · Mexico · Mongolië · Nederland · Nieuw-Zeeland · Noord-Korea · Noorwegen · Oekraïne · Oezbekistan · Oostenrijk · Polen · Roemenië · Servië · Slovenië · Slowakije · Spanje · Tadzjikistan · Tsjechië · Turkije · Verenigde Staten · Wit-Rusland · Zuid-Korea · Zweden · Zwitserland
Neutrale paralympische atleten